# Un vârcolac adolescent
Un vârcolac adolescent (engleză Teen Wolf) este un serial american de televiziune creat de Jeff Davis pentru MTV. Este baza pe filmul cu același nume din 1985 și îl surprinde pe Tyler Posey ca un adolescent pe nume Scott McCall, care este mușcat de un vârcolac și care trebuie să facă față modului în care acest lucru îi afectează viața sa și a celor apropiați lui, și pe Dylan O'Brien ca „Stiles” Stilinski, cel mai bun prieten al lui Scott. Seria a primit în general recenzii pozitive de la critici
Teen Wolf a avut premiera pe 5 iunie 2011, înainte de Premiile MTV Movie 2011. La 21 iulie 2016, distribuția a anunțat la Comic Con că al șaselea sezon va fi finalul seriei. Finalul seriei a fost difuzat în data de 24 Octombrie. 

## Subiect
Seria se învârte în jurul lui Scott McCall, elev la liceul din orașul Beacon Hills. Viața lui Scott se schimbă drastic când este mușcat de un vârcolac cu o noapte înainte de a începe al doilea an de liceu, devenind unul dintre ei. El trebuie să învețe de acum încolo cum să echilibreze noua sa identitate problematică cu viața de zi cu zi a adolescenței.
În primul sezon, Scott și cel mai bun prieten al său, Stiles Stilinski încep să se întâlnească cu alte personaje, cu o conexiune la întâmplările supranaturale din Beacon Hills. Interesul său principal îl reprezintă Allison Argent, colegă de clasă cu Scott, care provine dintr-o familie de vânători de vârcolaci. Cea mai bună prietenă a sa este populara Lydia Martin, care descoperă mai târziu că este o banshee. Scott și Stiles se luptă cu iubitul agresiv al Lydiei, jock-ul local Jackson Whittemore, precum și cu Derek Hale, un vârcolac misterios cu un trecut întunecat. În timp ce spectacolul merge înainte, lui Scott i se alătură noi prieteni precum Malia Tate, un coiot vârcolac, Kira Yukimura, un spirit japonez de vulpi; și Liam Dunbar, un tânăr vârcolac cu probleme de furie.

## Personaje
- Scott McCall (interpretat de Tyler Posey): Scott este transformat într-un vârcolac la începutul seriei și, alături de prietenul său Stiles, începe să descopere lumea supranaturală din Beacon Hills, California.
- Allison Argent (interpretată de Crystal Reed): Dragostea lui Scott, Allison, provine dintr-o mare familie de vânători de vârcolaci. Îndemânarea ei unică în a trage cu arcul este un avantaj pentru echipă în întâlnirile cu formații și monștrii care se deplasează prin Beacon Hills.
- Stiles Stilinski (interpretat de Dylan O'Brien): Stiles este cel mai bun prieten al lui Scott din copilărie, cu un talent unic pentru rezolvarea misterelor și a unei mari loialități oferită celor apropiați lui.
- Derek Hale (interpretat de Tyler Hoechlin): Un bătrân vârcolac care provine dintr-o familie remarcabilă de vârcolaci în Beacon Hills, Derek începe cu o relație ostilă față de Scott și cu „pachetul” de prieteni, dar devine un aliat valoros.
- Lydia Martin (interpretată de Holland Roden): O fată populară în Beacon Hills și o prietenă foarte bună a lui Allison, Lydia încearcă inițial să-și dovedească inteligența formidabilă; ea este un geniu. După o întâlnire cu unchiul nepoliticos al lui Derek, Peter Hale, în sezonul întâi, abilitățile sale supranaturale - cele de banshee - încep să se manifeste.
- Jackson Whittemore (interpretat de Colton Haynes): iubitul Lydiei, Jackson îi caracterizează pe Scott și pe Stiles ca fiind fără suflet, dar suferă de o ură de sine interioară. Acest lucru îi determină întâlnirea cu un vârcolac care îl mușcă și-l transformă într-un alt fel de creatură: kanima reptiliană mortală. Jackson a părăsit Beacon Hills în decalajul dintre sezoanele doi și trei, dar se întoarce ca oaspete la sfârșitul sezonului șase, după ce a intrat într-o relație cu un alt vârcolac, Ethan.
- Malia Tate (interpretată de Shelley Hennig): Fiica lui Peter Hale și mare o asasină de coioți, Malia a fost adoptată de o familie din Beacon Hills pentru propria sa siguranță. După ce noua ei familie este ucisă, ea își petrece anii de formare ca un coiot complet transformat. După ce se reîntoarce în lumea umană, ea dezvoltă o personalitate nouă, în timp ce se adaptează la viața adolescentină ca un pește în afara apei.
- Kira Yukimura (interpretată de Arden Cho): Kira se mută în Beacon Hills, în timp ce monștrii din mitologia japoneză încep să afecteze viețile noilor ei colegi de clasă; ea însăși descoperă că ea este o kitsune cu abilități profunde de luptă și puteri electrice.
- Liam Dunbar (interpretat de Dylan Sprayberry): Liam este un rival mai mic al lui Scott cu probleme de furie pe care Scott este forțat să-l transforme într-un vârcolac pentru a-și salva viața. Furia lui Liam îi dă o forță mai puțin obișnuită pentru un tânăr vârcolac și începe să-și dezvolte un respect real pentru mentorul său, Scott.
- Sheriff Stilinski (interpretat de Linden Ashby)): Tatăl lui Stiles este inițial reticent în ai ajuta pe fiul său și pe Scott cu escapadele lor, dar mai târziu află secretul lor supranatural. De atunci, el îl ajută pe fiul său prin folosirea resurselor departamentului de poliție pentru a ajuta atunci când poate.
- Melissa McCall (interpretată de Melissa Poncio)): Mama lui Scott, o asistentă locală, devine un aliat de neprețuit al bandei, ascunzând evenimente supranaturale inexplicabile și salvând viața lui Scott și a celorlalți membrii de mai multe ori.
- Chris Argent (interpretat de JR Bourne): Tatăl lui Allison este un vânător de vârcolaci înnăscut, care este foarte dedicat meseriei sale. Mai târziu el se întoarce să-l vadă pe Scott ca pe un protector vital al Beacon Hills și se dedică pentru a-și susține cauza.

Kate Argent (Jill Wagner) matusa lui Allison Argent care a fost fasiata la gat de Peter a fost declarata moarta doar un banshee nu credea ca e moarta ea s-a transformat într-un jaguar

## Legături externe
- Site web oficial
- Teen Wolf la Internet Movie Database
- Teen Wolf la TV.com

1. 1 2  Fernsehserien.de, accesat în 2 iunie 2020